# Mecynargoides kolymensis
Mecynargoides kolymensis är en spindelart som beskrevs av Kirill Yeskov 1988. Mecynargoides kolymensis ingår i släktet Mecynargoides och familjen täckvävarspindlar. Inga underarter finns listade i Catalogue of Life.